# Black Mountains (Wales)
Die Black Mountains (walisisch Y Mynyddoedd Duon) sind eine Hügelgruppe in einem vom Tourismus noch unberührten Heidegebiet im südöstlichen Wales und einem kleinen Teil von Herefordshire in England. Sie ist die östlichste der drei Hügelgruppen im Brecon-Beacons-Nationalpark und liegt nördlich von Abergavenny, zwischen den Flüssen Wye und Usk.
Die höchsten Berge der Black Mountains sind der Waun Fach (811 Meter) und der Pen-y-Gader Fawr (800 Meter). Der Ysgyryd Fawr (auch als Skirrid oder Skyrrid bekannt) ist als der Heilige Berg (Holy Mountain) berühmt.

## Sehenswürdigkeiten und Freizeit
Es gibt wenige Dörfer und nur eine Jugendherberge in dem Gebiet (bei Capel-y-ffin). Das Skirrid Gasthaus hat den Ruf, der älteste Ausschank in Wales zu sein. Die Sinterhöhle Dan yr Ogof liegt zusammen mit anderen Schauhöhlen (The National Showcaves Centre) an der A4067 in einem unterirdischen Flussbett, in jenem Nationalpark, zu dem auch die „Schwarzen Berge“ gehören.
Der insgesamt 270 Kilometer lange Offa’s Dyke Fernweg läuft zwischen Hay-on-Wye, der heimlichen Hauptstadt des antiquarischen Buchs, und Monmouth an den Black Mountains entlang. Das Gebiet ist bei Bergwanderern und Pony-Trekkern beliebt. Als Wales noch ein eigenes Königreich war, regierte König Offa im 8. Jahrhundert über das östlich von Wales gelegene Königreich Mercia. Aus Furcht vor den walisischen Kriegern ließ er einen Wall bauen, der von Küste zu Küste entlang der Grenze zu Wales verlief und Mercia vor Überfällen schützen sollte.

## Crickhowell Televillage
Crickhowell Televillage wurde 1997 fertiggestellt und war die erste Telesiedlung Großbritanniens. Die Siedlung ist komplett vernetzt und mit einem Telearbeitszentrum verbunden. Von den Entwicklern wird die Siedlung mit dem Attribut „Leben auf dem Informations-Highway“ versehen, aber auch als Gemeinschaft mit gehobener Wohnqualität, in der Menschen leben und arbeiten können.

## Altertümer in der Bergregion
- die Megalithanlagen
  - Ffostyll North
  - Ffostyll South
  - Gwernvale
  - Little Lodge
  - Mynydd Troed
  - Penywyrlod (Talgart)
  - Penywyrlod (Llanigon)
  - Pipton
  - Ty Illtud auch Illtyd
  - Ty Isaf

- Castell Dinas, an der A479, ein Hillfort und eine Burg des 11. – 13. Jahrhunderts
- das eisenzeitliche Hillfort Crug Hywel
- die Llanthony Priory
- die St Martin’s Church in Cwmyoy
- und Tretower Castle